# Carcinome spinocellulaire
 (mai 2013).

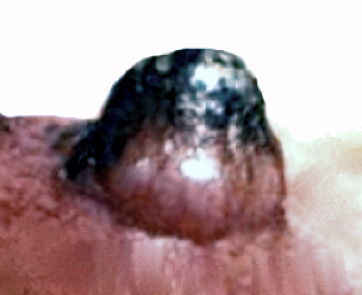
Image d'un carcinome spinocellulaire.

Le carcinome spinocellulaire (CSC), ou carcinome épidermoïde cutané, est un cancer de la peau développé à partir des kératinocytes. Plus superficiel que le carcinome basocellulaire, il a la particularité de pouvoir métastaser, d'où son caractère malin.
Le carcinome spinocellulaire se développe le plus souvent sur des lésions précancéreuses : kératose actinique (ou kératose précarcinomateuse), maladie de Bowen, papulose bowenoïde.

## Facteurs favorisants
- l'exposition aux UV
- le phototype clair
- l'âge
- plus rarement : l'exposition à des toxiques par voie générale comme l'arsenic ou par voie locale comme le goudron (cancer des ramoneurs), l'infection virale à HPV, des maladies génétiques comme le Xeroderma pigmentosum et l'albinisme chez les Africains, l'immunodépression : SIDA, immunodépression médicamenteuse (étarnecept, infliximab).

## Localisation
Ubiquitaire, il touche particulièrement les zones photoexposées.

## Diagnostic clinique
Le carcinome spinocellulaire s'observe sous plusieurs formes : ulcération crouteuse, plaque ou nodule infiltré de taille variable.
Il apparait le plus souvent de façon progressive.

## Diagnostic histologique
Microscopiquement, on observe une prolifération de cellules malpighiennes atypiques (noyaux volumineux hyperchromatiques, mitoses nombreuses)en lobules invasifs. Y sont associés des troubles de la kératinisation: cellules dyskératosiques et globes cornés. Enfin le stroma tumoral est inflammatoire.

### Pronostic
Le pronostic est généralement bon pour les lésions de petite taille qui restent localisées (absence de métastase).
Le degré de ressemblance des cellules tumorales et des kératinocytes normaux permet d'évaluer le degré de différenciation de la tumeur. Plus la tumeur est différenciée, meilleur est le pronostic.
L'intensité des troubles de kératinisation permet d'évaluer la maturité de la tumeur, ce qui influence également le pronostic.(plus les troubles de kératinisations sont importants, plus la tumeur est considérée comme mature, plus le pronostic est favorable)
Enfin, le pronostic est lié au degré d'invasion tumorale: invasion du derme superficiel (carcinome microinvasif), moyen, profond ou de l'hypoderme.

### Types
- verruqueux
- acantholytique/ adénoïde
- à cellules fusiformes
- baso-squameux
- pseudovasculaire
- muco-épidermoïde/ adénosquameux
- desmoplastique

## Traitement
Le traitement est chirurgical : l'exérèse de la lésion doit être complète, avec des marges de sécurité.
En cas de cancer localement avancé ou métastatique, le Cemiplimab peut être administré.